# Dupa biskupa
Dupa biskupa – towarzyska gra karciana dla dowolnej liczby uczestników, dowolną liczbą kart (im więcej uczestników, tym więcej kart), składająca się z dowolnej liczby rund.
Zasada gry polega na tym, że na każdą pokazaną przez gracza kartę wszyscy gracze reagują w konkretny wcześniej ustalony sposób. W przypadku braku reakcji, reakcji opóźnionej lub pomyłki gracz musi zebrać na rękę wszystkie wcześniej zagrane karty.
Przykłady wymaganych reakcji:
- as – okrzyk dupa biskupa
- król – okrzyk dzień dobry panu lub zasalutowanie
- dama – okrzyk dzień dobry pani
- walet – zasalutowanie lub okrzyk dzień dobry panu
- 10 – gracze kładą rękę na stosie kart (ostatni zbiera wszystkie zagrane karty)
- 9 – brak reakcji.

Zwycięzcy kolejnych rund przypisują nowe czynności niektórym kartom (na przykład waletowi i dziesiątce), aby utrudnić rozgrywkę. Przy większej liczbie graczy można powiększyć talię i, ewentualnie, przypisać dodatkowym kartom wymagania reakcji.